# In 4D
In 4D hay In ấn 4D là bất kỳ quá trình khác nhau được sử dụng để tạo ra một vật thể ba chiều,  nhưng thêm vào một khả năng mới vật liệu có thể lập trình để tự lắp ráp. Nói một cách khác, in 4D chính là "phiên bản mới" của in 3D, với chiều thứ 4 chính là khả năng "tự lắp ráp". Hoặc cũng có thể hiểu theo một cách khác, chiều thứ 4 ở đây là "thời gian" tăng thêm để hoàn thiện hình dạng vật thể.
Nếu máy in 3D in chồng từng lớp vật liệu thành khối để tạo vật thể 3 chiều thì in 4D cũng sử dụng kỹ thuật chồng lớp này. Nhưng thay vì tạo ra vật thể 3D "tĩnh", sản phẩm của máy in 4D là những mô hình "thông minh" được lập trình để có thể tự biến đổi và lắp ráp thành nhiều hình dạng theo thiết kế khác nhau.

## Nguyên tắc chung
Một quy trình in 4D bắt đầu bằng việc chọn loại vật liệu thích hợp mà ta có thể biết được phản ứng của chúng khi tiếp xúc với các nguồn năng lượng. Ví dụ như một loại nhựa tổng hợp có khả năng hấp thụ nước. Khi bị nhúng ngập trong nước, loại nhựa này sẽ nở rộng làm cấu trúc vật thể có thể xoắn vặn hoặc uốn cong.
Bước thứ 2 là thiết kế trên máy tính mô hình vật thể 3D cấu thành từ nhiều phần khác nhau bằng vật liệu đó sao cho đạt mục tiêu mong muốn. Quá trình này còn gọi là "lập trình vật chất" (matter programming). VD: thiết kế một vật thể 3D hình sợi gồm nhiều đoạn nhỏ nối với nhau, sao cho khi chịu tác động của năng lượng, chúng sẽ gấp khúc lại theo một góc độ quy định.
Bước 3: "in" các bộ phận của vật thể bằng kỹ thuật chồng lớp như in 3D và dùng năng lượng kích hoạt quá trình tự lắp ráp
Một trong những yếu tố quan trọng là phải lập trình máy in 3D để tạo ra các đơn vị hình học có mức độ phản ứng với năng lượng kích thích khác nhau. Nghĩa là một số phần trong cấu trúc vật thể sẽ biến đổi trong khi các bộ phận còn lại vẫn giữ nguyên hình dạng. Trong thí nghiệm minh họa của Tibbits, chỉ một số đoạn trên đường thẳng uống cong, các phần khác vẫn thẳng để tạo thành hình lập phương. Như vậy, với công nghệ in 4D, vật thể tạo ra có cấu trúc đơn giản nhưng có thể gắn kết, chuyển đổi thành các hệ thống phức tạp và đa chức năng.

## Hiệu quả
Khía cạnh thú vị nhất của công nghệ này là hiện thực hóa những việc có vẻ như "khoa học viễn tưởng". Chỉ cần thêm ánh sáng, nước, hoặc nhiệt… và vật thể tự tạo ra chính mình trên cơ sở lập trình sẵn. Ban đầu, nhóm nghiên cứu dự định sẽ cho ra đời những đồ nội thất tự lắp ráp. Tương lai, hy vọng thế giới sẽ "mãn nhãn" với nhiều ứng dụng tinh xảo khác của công nghệ in 4D như: bao bì tự bọc, quần jean tự vá khi rách, tòa nhà tự sửa chữa, ống dẫn nước tự nở rộng tùy lưu lượng nước đi qua hoặc tự uốn cong để truyền nước mà không cần máy bơm…
Xa hơn là những phòng thí nghiệm tự xây dưới đáy biển, trạm nghiên cứu trong không gian, thậm chí là một tàu vũ trụ tự tạo hình mà không cần phi hành gia phải "thân chinh" ra lắp ráp. Sản phẩm in 4D trong tương lai còn có thể ứng dụng ngay trong cơ thể người, chẳng hạn một bộ phận cực nhỏ đưa vào cơ thể, sau đó phình to và định hình dưới tác dụng của sóng siêu âm.
Nếu so sánh, có thể nói in 3D là công nghệ tạo ra vật thể "tĩnh" từ một bản vẽ. Trong khi đó, in 4D đề cập đến một tập hợp các thành phần 3D có khả năng lắp ráp với nhau để tạo thành cấu trúc phức tạp và linh hoạt hơn. In 4D xuất hiện không có nghĩa là công nghệ in 3D đã lỗi thời. Thực tế, đây là cuộc "bắt tay" giữa hai kỹ thuật để tạo ra một công nghệ mới hoàn hảo và tròn vẹn. In 3D tạo ra vật thể và in 4D làm cho chúng hoạt động, đó là sự bổ sung lẫn nhau để cùng đạt đến tầm cao mới.

## Ứng dụng

### Y học
Một ứng dụng khác trong y học là dùng kỹ thuật này để chế tạo stents động mạch trong tim mạch can thiệp. Ravid chia sẻ: "Chúng tôi muốn in ra các bộ phận có thể tồn tại suốt đời bên trong cơ thể nếu cần thiết." Bên cạnh đó, nhóm nghiên cứu sẽ tiếp tục phát triển để in ra các cấu trúc lớn hơn hoặc nhỏ hơn hiện tại. "Hiện tại, chúng tôi đã có thể tạo ra các cấu trúc với kích thước vài cm. Đối với những vật sẽ cấy ghép vào cơ thể ngươi, kích thước phải giảm xuống từ 10 đến 100 lần.Nhưng đối với các món đồ gia dụng, kích thước phải lớn hơn từ 10 lần trở lên."

## Tác động
Trong tương lai, chúng ta sẽ có rất nhiều ứng dụng. Kỹ thuật này có thể tạo nên các thiết bị biến đổi theo nhiệt độ nhằm cải thiện tính năng và tạo sự thoải mái cho người dùng. Một thí dụ dễ thấy nhất là chế tạo các sản phẩm chăm sóc trẻ em có thể phản ứng với nhiệt độ hoặc độ ẩm, nó còn có thể được dùng để chế tạo quần áo và giày dép có khả năng cảm biến được môi trường xung quanh. Hiện nay, các nhà nghiên cứu đã có thể in các bộ phận để cấy ghép vào cơ thể. Với kỹ thuật in 4D, chúng ta sẽ tạo nên các cấu trúc có thể biến đổi hình dạng và chức năng ngay bên trong cơ thể mà không cần sự can thiệp từ bên ngoài.